# Lidija Palladijewna Sergijewskaja
Lidija Palladijewna Sergijewskaja (russisch Лидия Палладиевна Сергиевская; * 22. Februarjul. / 6. März 1897greg. im Dorf Schirogorje, Ujesd Wologda; † 21. September 1970 in Tomsk) war eine russische Botanikerin und Hochschullehrerin. Ihr botanisches Autorenkürzel lautet „Serg.“.

## Leben

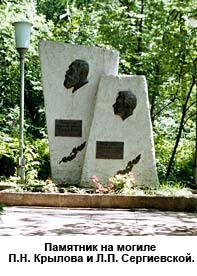
Krylows und Sergijewskajas Grabdenkmal im Tomsker Universitätshain

Die Priestertochter Sergijewskaja besuchte die Tomsker Bischofsschule und studierte dann in der naturwissenschaftlichen Abteilung der physikalisch-mathematischen Fakultät der Sibirischen Höheren Frauenkurse in Tomsk mit Abschluss 1920.
1921 wurde Sergijewskaja Junior-kustodin des Herbariums der Universität Tomsk (TGU). Sie wurde 1931 Senior-Kustodin, 1938 Kandidatin der biologischen Wissenschaften, 1942 Dozentin am Lehrstuhl für Pflanzensystematik der TGU, 1954 Doktorin der biologischen Wissenschaften und 1956 Professorin der TGU.
Als Studentin Porfiri Nikititsch Krylows wirkte Sergijewskaja ab 1918 an der Sammlung der Materialien für Krylows sechsbändiges Werk über die Flora Westsibiriens mit. Sie untersuchte sibirische Pflanzen, beispielsweise den Hohen Rittersporn. Sie bestimmte viele neue Pflanzenarten. Während des Deutsch-Sowjetischen Krieges konzentrierte sie die Arbeit des Herbariums auf die Beschaffung von Arzneimittelrohstoffen und wurde dreimal mit Spezialaufträgen nach Transbaikalien geschickt. Ihr Porträt hängt in der Galerie der Ehrenprofessoren der TGU.
Sergijewskaja wurde in dem von Krylow vor dem Hauptgebäude der TGU angelegten Universitätshain neben Krylow begraben.

## Ehrungen, Preise
- Leninorden (1953)[2]
- Medaille „Für heldenmütige Arbeit im Großen Vaterländischen Krieg 1941–1945“[2]
- Jubiläumsmedaille „Zum Gedenken an den 100. Geburtstag von Wladimir Iljitsch Lenin“[2]